# Riserva naturale delle Bocche di Bonifacio

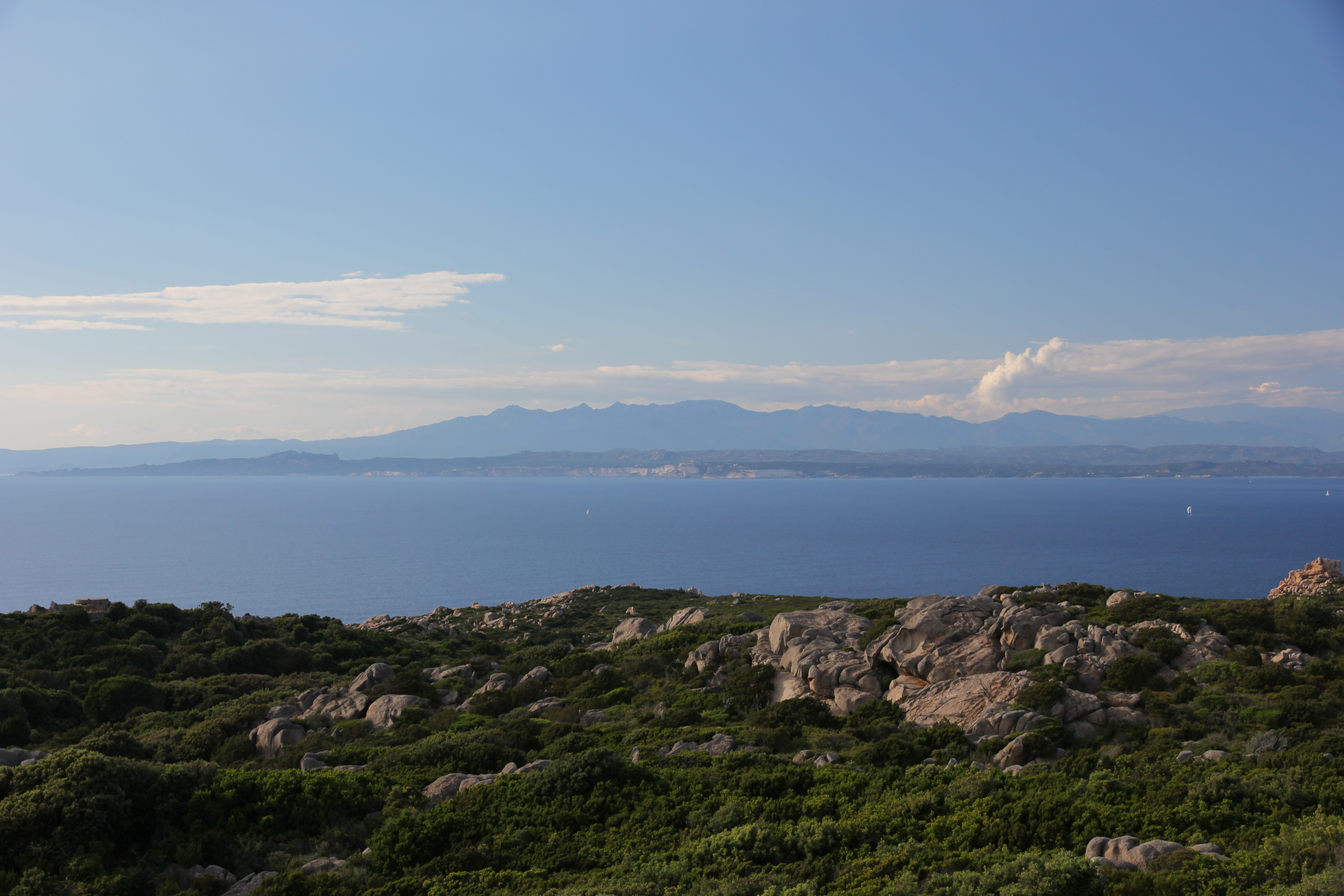

La riserva naturale delle Bocche di Bonifacio (in francese réserve naturelle des Bouches de Bonifacio, in corso riserva naturale di i Bucchi di Bunifaziu), istituito nel 1999, è un parco marino della Corsica. La riserva è classificata come Area specialmente protetta di interesse mediterraneo.

## Gestione

### Provvedimenti istitutivi
Il parco è stato istituito con il decreto del primo ministro francese del 23/9/1999

### Ente gestore
L'ente gestore è l'Office de l'Environnement de la Corse con sede in 14 Avenue Jean Nicoli a Corte.

## Territorio

### Superficie
Copre una superficie marina di circa 80.000 ettari nelle Bocche di Bonifacio tra Corsica e Sardegna, più la parte meridionale del mar di Corsica e una piccola parte del mar Tirreno compresa nei comuni di Porto Vecchio e Bonifacio.

### Comuni
La riserva comprende la parte marina di 4 comuni corsi Bonifacio, Figari, Monacia d'Aullene e Porto Vecchio.

### Accessi
Il parco è accessibile da Porto Vecchio che dista 140 km da Bastia e 125 km da Aiaccio.
Il parco inoltre è accessibile da Bonifacio che dista 130 km da Aiaccio e 171 km da Bastia. 
Da Porto Vecchio partono traghetti per Livorno, Napoli, Palau, Civitavecchia e Marsiglia, mentre da Bonifacio partono traghetti per Santa Teresa di Gallura in Sardegna.
Il parco inoltre è raggiungibile dagli aeroporti dall'aeroporto di Figari Sud Corse nel comune di Figari a 20 km da Porto Vecchio e a 25 da Bonifacio.